# Hrvatska Neuzina
Hrvatska Neuzina (mađ. Horvát-Neuzina, Kisnezsény, nje. Kroatisch Neusin) je nekad bilo samostalno selo. Danas je dijelom sela Neuzine, u Banatu, u autonomnoj pokrajini Vojvodini, Republika Srbija.

## Zemljopisni položaj
Nalazilo se na 45° 20' sjeverne zemljopisne širine i 20°42' istočne zemljopisne dužine. Srpska Neuzina se nalazi odmah u produžetku Hrvatske Neuzine, u pravcu sjeveroistoka. Selo je smješteno istočno od rukavca rijeke Tamiša. Botoš je preko rijeke, 2 km jugozapadno.

## Povijest
Za vrijeme socijalističke Jugoslavije spojena je s naseljem Srpskom Neuzinom u naselje Neuzinu.

## Upravna organizacija
Danas pripada naselju Neuzini u općini Sečnju u Srednjobanatskom okrugu, autonomna pokrajina Vojvodina.

## Stanovništvo
Mjesni Hrvati su ovdje doselili iz područja Pokuplja nakon upravne reorganizacije koja je uslijedila nakon oslobađanja velikih područja dobivenih Karlovačkim mirom 1699. između Habsburškog Carstva i Turskog Carstva. Na ovo područje su došli jer im nove vlasti na njihovoj izvornoj zemlji nisu priznavale dotadašnje povlastice. 

Na ovo područje su došli jer je pripadalo Zagrebačkoj biskupiji, kojoj su i do tada pripadali. 

Zagrebačka biskupija je ovo područje (oko vlastelinstva Bileda) dobila kao naknadu za imanja, predije, u topuskoj opatiji, čiji su posjedi bili izuzeti od strane vlasti i novom državnom upravnom organizacijom dodijeljeni Vojnoj krajini. 

Nove vlasti u Pokuplju nisu priznavale plemićka prava dotadašnjim stanovnicima na tom prediju (predijalcima), čiji je dotadašnji vlasnik bio zagrebački biskup.

Da bi sačuvali svoja prava, u dogovoru s biskupom su odlučili se preseliti u Banat. Preseljavati ih je počeo biskup Tomo Galjuf 1788. godine, a biskup Maksimilijan Vrhovac je nastavio i dovršio 1801. godine. Predijalci su se naselili u Hrvatsku Neuzinu, Hrvatsku Boku, Hrvatsku Klariju (danas spojenu sa Srpskom Klarijom u jedinstvenu Klariju, kasnije preimenovanu u Radojevo) te u Hrvatsku Keču, koja je danas u Rumunjskoj.
Mjesni Hrvati su živjeli u kompaktno u ovom selu. Asimilacijom se njihov broj znatno smanjio, no bez obzira na to, ni nakon raspada SFRJ ovo selo, kao ni druga banatska sela s Hrvatima, nisu privukla pozornost hrvatskih stranaka u Srbiji.